# Erriapo (måne)
Erriapo er en af planeten Saturns måner: Den blev opdaget den 23. september 2000 af John J. Kavelaars og Brett J. Gladman, og fik lige efter opdagelsen den midlertidige betegnelse & S/2000 S 10. Senere har den Internationale Astronomiske Union vedtaget at opkalde den efter Erriapo fra den keltiske mytologi. Erriapo kendes desuden også under betegnelsen Saturn XXVIII.
Erriapos masefylde er relativt høj sammenlignet med andre Saturn-måner, og man formoder den består af en blanding af vand-is og klippemateriale. Månen har en temmelig mørk overflade, der kun reflekterer 6 % af det lys der falder på den.
| Astronomi | Spire Denne artikel om astronomi er en spire som bør udbygges. Du er velkommen til at hjælpe Wikipedia ved at udvide den. |